# Richard Briers
Pour les articles homonymes, voir Briers.
Richard David  Briers, né le 14 janvier 1934 à Raynes Park (borough londonien de Merton) et mort le 17 février 2013 à Acton, Londres, est un acteur britannique.
Briers  joue son premier grand rôle dans la série télévisée Marriage Lines en 1961-1971, mais il faut attendre les années 1970 pour qu'il obtienne la renommée grâce à son rôle dans The Good Life (en), une sitcom de la BBC. 
Dans les années 1980, il joue le rôle principal dans Ever Decreasing Circles. Il a épousé l'actrice Ann Davies (en). Une de leurs deux filles, Lucy, est également une actrice.
Il apparaît dans de nombreux films, téléfilms et séries, comme Inspecteur Barnaby, Inspecteur Morse et Les Garennes de Watership Down.

## Filmographie (sélection)
- 1958 : Girls at Sea de Gilbert Gunn
- 1960 : Bottoms Up de Mario Zampi
- 1961 : Le Train de 16 h 50 de George Pollock
- 1961 : Un croque-mort trop curieux (A Matter of WHO) de Don Chaffey
- 1962 : The Girl on the Boat de Henry Kaplan : Eustace Hignett
- 1963 : Docteur en détresse (Doctor in Distress) de Ralph Thomas
- 1963 : Hôtel international (The V.I.P's / International Hotel) de Ralph Thomas
- 1964 : The Bargee de Duncan Wood
- 1967 : Une fille nommée Fathom (Fathom) de Leslie H. Martinson
- 1969 : It's your move d'Eric Sykes (court-métrage)
- 1970 : All the Way Up de James MacTaggart
- 1970 : Rookery Nook (TV)
- 1972 : Rentadick de Jim Clark
- 1974 : Roobarb
- 1987 : Doctor Who : épisode Paradise Towers : le concierge en chef / Le Grand Architecte
- 1989 :  A Chorus of Disapproval de Michael Winner
- 1989 : Henry V de Kenneth Branagh
- 1992 : Peter's Friends de Kenneth Branagh
- 1993 : Beaucoup de bruit pour rien (Much ado about nothing) de Kenneth Branagh
- 1994 : Frankenstein de Kenneth Branagh
- 1995 : Au beau milieu de l'hiver (A Midwinter's Tale) de Kenneth Branagh
- 1996 : Hamlet de Kenneth Branagh
- 1997 : Spice World, le film (Spice world) de Bob Spiers
- 2000 : Peines d'amour perdues (Love's labour's lost) de Kenneth Branagh
- 2002 : Amours suspectes (Unconditional love) de P.J. Hogan
- 2003 : Peter Pan de P.J. Hogan
- 2006 : As You Like It (As you like it) de Kenneth Branagh
- 2008 : Little whispers de Devlin Crow
- 2008 : Le trésor de Grégory : Richard le grand-père
- 2009 : Miss Marple - saison 4, épisode 4 Pourquoi pas Evans ? : Wilson
- 2012 : Run For Your Wife de Ray Cooney et John Luton
- 2012 : Cockneys vs Zombies de Matthias Hoene

## Doublage
- 1973 : Les Trois Mousquetaires de Richard Lester (doublage anglais du roi Louis XIII)
- 1975 : Great (Isambard Kingdom Brunel) documentaire de Bob Godfrey
- 1978 : La Folle Escapade (Watership Down) de Martin Rosen
- 1998 : Ratcatcher de Lynne Ramsay
- 2009 : Freds meat de Robert Darcy
- 2010 : The only one who Knows you're afraid de Timothy Reynard